# Bartonville (Teksas)
Bartonville je gradić u američkoj saveznoj državi Teksas. Prema popisu stanovništva iz 2010. u njemu je živjelo 1.469 stanovnika.